# Труна

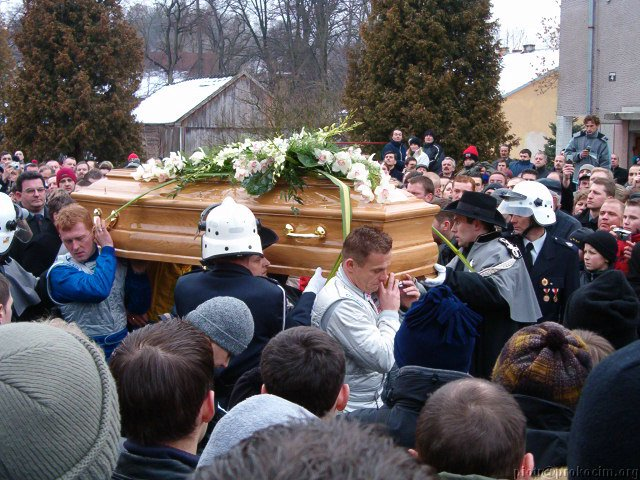
Несення труни під час поховання

Труна́, домови́на, гроб або гріб — спеціально зроблена скриня, у якій ховають у землі мертві тіла (покійників). Труни для поховання знатних осіб, зроблені з дорогих матеріалів, називають також саркофагами. Слово «труна» походить через посередництво пол. trumna від сер.-в.-нім. truhne (суч. нім. Truhe) — «ящик», «скриня».
У слов'янських регіонах звичай поховання в труні розповсюджується разом з християнством.
Після хрещення Русі в X столітті (988 р. — дата офіційного прийняття православного хрещення великим князем Володимиром), але далеко не відразу, а поступово, слов'яни переходять до поховання померлих у землі в трунах з дощок або видовбаних колод, які також одержали назву домовин. До речі, дотепер у багатьох областях ця назва збереглася.
Труна найчастіше має специфічну форму, кришку (зазвичай називається віко), що нерідко буває обшита тканиною ззовні (найчастіше червоним, хоча можливі і інші кольори) і всередині (найчастіше білим). Може бути прикрашений рюшем, глазетом тощо.
Останнім часом разом з трунами однокришок уживаються труни двохкришок, в яких нижня кришка, як правило, залишається весь час закритою, а верхня кришка відкривається для прощання.